# Vladimir Kourbatov
Vladimir Kourbatov (né le 24 janvier 1878 à Saint-Pétersbourg — décédé le 12 février 1957 à Leningrad) — est un historien d'art russe, historien de l'architecture, historien de la ville de Saint-Pétersbourg, chimiste, ingénieur technicien, collectionneur.

## Biographie
En 1900 il termine les cours de la faculté de physique-mathématique de l'Université d'État de Saint-Pétersbourg.
Il enseigne ensuite à l'Institut d'État de technologie de Saint-Pétersbourg (à partir de 1908). Il est membre des différentes sociétés:
- Société russe de physique et de chimie;
- Société des artistes-architectes (depuis 1907);
- Commission d'étude des monuments du vieux Saint-Pétersbourg (depuis 1907);
- Direction du Musée de Vieux Saint-Pétersbourg (depuis 1909);
- Société de défense et protection des monuments artistiques russes anciens (depuis 1909);
- Société le « Vieux Saint-Pétersbourg » (créée en 1921); depuis 1925 jusque 1938 — « Ancien Saint-Pétersbourg - Nouveau Léningrad ».
- Directeur faisant fonction du Musée de la ville, créé en 1918 (Il dirige la section art des parcs et jardins).

Vladimir Kourbatov est inhumé au cimetière Chouvalovskoïe de Saint-Pétersbourg.

## Ouvrages
Kourbatov est l'auteur de plus de mille articles dont plusieurs sur la chimie et la physique :
- Vie et travaux de Dmitri Mendeleev. Kiev . 1907.
- Loi de Mendeleev 1925 .

Plus de cent travaux sur l'histoire de l'art :
- Classicisme et empire. 1912 .
- Sur la beauté de Petrograd. St-P. 1915.
- Jardins et parcs: Histoire et théorie de l'art des jardins. 1916. (Réédition en 2007,  (ISBN 978-5-699-19502-2))
- Musée de la ville de Peterbourg. 1928 .